# Giro del Piemonte 1915
Il Giro del Piemonte 1915, ottava edizione della corsa, si svolse il 9 maggio 1915 su un percorso di 210 km. La vittoria fu appannaggio dell'italiano Natale Bosco, che completò il percorso in 7h41'00", precedendo i connazionali Giovanni Nuvoli e Federico Gay.
Sul traguardo di Torino 18 ciclisti, su 41 partiti dalla medesima località, portarono a termine la competizione.

## Ordine d'arrivo (Top 10)
| Pos. | Corridore          | Squadra       | Tempo    |
| ---- | ------------------ | ------------- | -------- |
| 1    | Natale Bosco       | -             | 7h41'00" |
| 2    | Giovanni Nuvoli    | UP Moncalieri | a 3'18"  |
| 3    | Federico Gay       | -             | a 10'56" |
| 4    | Michele Robotti    | -             | a 10'57" |
| 5    | Giovanni Abellonio | -             | a 13'40" |
| 6    | Pietro Gippone     | -             | s.t.     |
| 7    | Ermenegildo Fea    | La Piemonte   | s.t.     |
| 8    | Giorgio Piovano    | UTM           | s.t.     |
| 9    | Giuseppe Enrici    | -             | s.t.     |
| 10   | Biagio Olearo      | -             | s.t.     |